# Abarca de Campos
Abarca de Campos is een gemeente in de Spaanse provincie Palencia in de regio Castilië en León met een oppervlakte van 11,39 km². Abarca de Campos telt 36 inwoners (1 januari 2016).

## Demografische ontwikkeling
Bron: INE, 1857-2011: volkstellingen